# Bibi Fricotin (film)
Pour plus de détails, voir Fiche technique et Distribution.
Bibi Fricotin est un film français réalisé par Marcel Blistène en 1950, adapté de la bande-dessinée, et sorti en 1951.

## Synopsis
Pour retrouver l'héritage des ancêtres de son amie Catherine, le bondissant Bibi Fricotin, aidé de la voyante Fatma, traverse mille aventures drôles ou cocasses, grâce à de multiples moyens de locomotion, allant de la bicyclette à l'hélicoptère. Malgré les embûches semées sur sa route par l'oncle et la tante de la jeune fille, les Tartazan, l'héritage sera retrouvé chez un conservateur de musée.

## Fiche technique
- Titre : Bibi Fricotin
- Réalisation : Marcel Blistène
- Scénario : d'après la bande dessinée de Louis Forton
- Adaptation et Dialogue : Maurice Henry, Artür Harfaux
- Assistants réalisateur : Gilles de Turenne, Jean Girault
- Direction artistique : Adrienne de Villers
- Photographie : Nicolas Toporkoff
- Opérateur : Willy Roethely, assisté de Citovitch et Romain
- Musique : Jacques Besse (Éditions Micro)
- Montage : Marguerite Houlle-Renoir, Madeleine Gug, Étiennette Muse
- Son : Maurice Vareille, assisté de Dumont
- Maquillage : Eugène Fialkovsky-Burton
- Photographe de plateau : André Dino
- Script-girl : Christiane Vilfrid
- Régisseur général : Levron
- Régisseur extérieur : Pierre Lefait
- Accessoiriste : Buyle
- Participation de : Mady Moreau, Cazamayou, avec la collaboration de Caroline Reboux, Maggy Rouff, Madeleine Colbert
- Tournage du 24 avril au 10 juin 1950
- Tirage : Laboratoire L.T.C Montreuil - Son : Hélios - Éclairage : Luxazur
- Production : Océan Films Société Nouvelle (France)
- Chef de production : Roland Girard, René Bianco
- Directeur de production : Jean Lefait
- Secrétaire de production : Françoise Filastre
- Distribution : Consortium du Film
- Format : Noir et blanc - 35 mm - Son mono
- Durée : 89 minutes
- Genre : Comédie
- Date de sortie : 
  - France - 12 avril 1951
- Visa d'exploitation : 9307

## Distribution
- Louis de Funès : Le maître-nageur de la piscine
- Maurice Baquet : Bibi Fricotin, le jeune aventurier
- Colette Darfeuil : Mme Suzy Fatma, la voyante
- Nicole Francis : Catherine, l'amie de Bibi Fricotin
- Alexandre Rignault : Mr Tartazan, prestidigitateur et oncle de Catherine
- Paul Demange : Le conservateur du musée
- Yves Robert : Antoine Gardon, détective et filatures "Passe Partout"
- Milly Mathis : Mme Tartazan, la tante de Catherine
- Jacques Famery : Le reporter
- Jacques Dufilho : L'oncle unijambiste
- Lucas Gridoux : Le contrôleur des impôts
- René Fluet : L'aubergiste
- Gil Vidal : Un client du restaurant
- Laure Paillette : La matelassière
- Franck Maurice : Le brocanteur
- Pierre Duncan : Un déménageur
- Marcel Blistène
- André Pradel
- Claude Garbe
- Roger Dalphin
- Jacques Essy
- Jean-Pierre Mocky
- Jean-Jacques Lecot
- Max Elloy
- Marcel Portier
- Rudy Lenoir

## Autour du film
- À la fin du générique, on peut lire : « Le studio était balayé tous les matins avec un balai O.C. Dur!! - Les agents ont été gracieusement fournis par la préfecture de police - Les cigarettes par la régie des tabacs - Les allumettes n'ont pas été fournies du tout. »